# تاریک بلک
تاریک بلک (انگلیسی: Tarik Black؛ زادهٔ ۲۲ نوامبر ۱۹۹۱) یک بازیکن بسکتبال اهل ایالات متحده آمریکا است. از باشگاه‌هایی که در آن بازی کرده‌است می‌توان به هیوستون راکتس و لس آنجلس لیکرز اشاره کرد.